# Kartenarbeit
Das Hauptziel der unterrichtlichen Kartenarbeit besteht darin, dass die Schüler aus kartografischen Unterrichtsmitteln räumliche Vorstellungen und Informationen von Georäumen gewinnen. Wenn auch die Kartenarbeit in der allgemein-bildenden Schule, also der Umgang mit Karten als Trägern von Rauminformationen, nicht vorrangig „Selbstzweck“ (Arbeit an der Karte) ist, sondern vor allem als „Mittel zum Zweck“ (Arbeit mit der Karte) dient, so gilt es, im Verlaufe der Schuljahre auch die Kartenkompetenz der Schüler zu erhöhen. Kartenkompetenzen sind die Fähigkeiten, welche es erlauben, Karten zu dekodieren, zu bewerten und zu erstellen. Für raumbezogene Wissenschaften (und Unterrichtsfächer) ist die Karte als Medium zur Darstellung von Rauminformation und somit die Kartenkompetenz unverzichtbar. So wird auch von A. Hüttermann (1998, S. 14) zwischen Wissen über Karten und der unterrichtlichen Arbeit mit Karten unterschieden.
Nachfolgende Ausführungen gelten vor allem für das deutsche Schulwesen.

## Unterstufe
Die schulische Kartenarbeit beginnt bereits in den Unterstufenklassen 2, 3 und 4, also in der Grundschule. Die Einführung der Schüler in das Wesen des Mediums „Karte“ (Arbeit an der Karte) und in die Nutzung dieses Unterrichtsmittels zur georäumlichen Vorstellungsbildung und zur Informationsgewinnung über Erlebnis- und Heimaträume der Schüler (Arbeit mit der Karte) muss im Heimatkunde-/Sachkundeunterricht der Unterstufe erfolgen, da die regionalen Einheiten dieses Faches beim „Fortschreiten vom Nahen zum Fernen“ in den meisten Fällen nicht mehr durch die unmittelbare (direkte) Betrachtung und Beobachtung (Wanderung, Unterrichtsgang, Exkursion, Projekttag etc.) erschlossen werden können. In der Jahrgangsstufe 3 ist es im Allgemeinen der Heimatkreis bzw. für Großstädte der Stadtteil oder der Stadtbezirk; in der vierten Klasse ist es das heimatliche Bundesland bzw. das Gesamtterritorium der Großstadt und Umgebung.
So werden im Allgemeinen die Schüler von der direkten Beobachtung über Modelle und Pläne des Schulgrundstückes und des Heimatortes induktiv zur Karte des heimatlichen Kreises (Klassen 2 und 3) und zur Karte des eigenen Bundeslandes (Klasse 4) geführt. Dabei müssen von den Schülern vor allem folgende Abstraktionsstufen bewältigt werden:
1. Umdenken von der Ansicht über die Schrägsicht zur Draufsicht.
2. Erlernen der linearen Verkleinerung auf Bildern als Folge von Maßstabsveränderungen.
3. Gedankliche Übersetzung von der bildhaften Darstellung in die kartografische Abbildung (vom Bild zur Karte).
4. Verstehen der fortschreitenden kartografischen Vereinfachung (inhaltliche und grafische Generalisierung) als Folge weiterer Maßstabsverkleinerungen (Wachsen der „gedanklichen Betrachtungshöhe“).
5. Himmelsrichtungsbestimmung auf und mit der Karte.
6. Entfernungsbestimmung (mithilfe der Maßstabsleiste) auf der Karte.

Bei Potsdamer Schulversuchen mit Anaglyphenmaterialien (1967–1970) wurde statt des herkömmlichen induktiven Vorgehens bei der Einführung der Schüler in das Kartenverständnis der deduktive Erkenntnisweg zeitersparend beschritten.
Ziel des Erkenntnisweges beim Kennenlernen der Merkmale einer Karte sind meistens die allgemein-geographischen Karten des Heimatkreises und des heimatlichen Bundeslandes, wobei die Reliefdarstellung auf diesem Kartentyp einen didaktischen Schwerpunkt bildet, zumal er nicht nur die Lage wichtiger Landschaftsregionen markiert, sondern auch entscheidend zur Herausbildung von dreidimensionalen Raumvorstellungen dient. Außerdem lernen die Schüler Techniken der Kartennutzung kennen, z. B. Einnorden der Karte, Entfernungsbestimmung auf der Karte, Arbeit mit der Legende, Lagebestimmung und Lagebeschreibung von Objekten auf der Karte. Auch werden sie an das selbstständige Kartenzeichnen (z. B. Umrisskartenarbeit, Anfertigung einfacher Kartenskizzen) herangebracht.
Somit sollten die Schüler am Ende der vierten Jahrgangsstufe ein Basiswissen über das Medium „Karte“ besitzen und erste Fertigkeiten in der Nutzung von Landkarten aufweisen.

## Mittel- und Oberstufe
In der Mittelstufe (Jahrgangsstufen 5–7/8) und in der Oberstufe (Jahrgangsstufen 8/9–12/13) der Schulen bildet ein breit gefächertes System den Stundenplan des Unterrichts. Eine mehr oder weniger systematische Weiterentwicklung des in der Unterstufe (Klassen 1–4 der Grundschule) eingeführten Kartenverständnisses und des Gebrauchs von Karten erfolgt vor allem im Fach Geografie, wofür fast in jedem geografischen Weltatlas und Regionalatlas ein Teil „Einführung in das Kartenverständnis“ oder „Vom Bild zur Karte“ verfügbar ist; mitunter sind auch Einführungen in unterschiedliche Kartentypen oder spezielle Hinweise zur Nutzung des vorliegenden Atlasses enthalten. Auch in einigen anderen Unterrichtsfächern – beispielsweise in Geschichte, Sozialkunde und Politik – werden in zunehmendem Maße kartografische Darstellungen als Medien eingesetzt. In diesen Nachbarfächern der Geografie ist jedoch die Kartenarbeit vornehmlich „Arbeit mit der Karte“.
Die folgenden Ausführungen sind zwar auf analoge Karten (gedruckte Karten) bezogen, lassen sich aber größtenteils auch auf den digitalen Bereich anwenden.
Im Geografieunterricht der Klasse 5 werden nicht nur das bisherige kartografische Wissen und Können der Schüler gefestigt, sondern durch die Einführung und den Einsatz thematischer Karten wesentlich erweitert. Es betrifft physisch-geografische Themen (z. B. Geomorphologie und Klima), anthropogeografische Themen (z. B. Wirtschaft und Verkehr) und politische Karten (z. B. Verwaltungsgliederung oder Staatengruppierung). Jeder Kartentyp besitzt seinen eigenen speziellen Zeichenschlüssel, den die Schüler bewusst zu beachten haben. Legendenvariationen gibt es auch zwischen Titeln eines Typs. Dabei erkennen die Schüler unter anderem, dass auf verschiedenen Kartentypen und in verschiedenen Maßstäben Gleiches nicht immer gleich dargestellt wird (z. B. Verkehrswege und Siedlungen), Gleiches bei verschiedenen Kartentypen gleich erscheint (z. B. Flüsse) oder Ungleiches eine gleiche Darstellung erfahren kann (z. B. Höhenschichten und Bodennutzung).
Auch Geschichtskarten, die ab der fünften Jahrgangsstufe zum Einsatz kommen, sind thematische Karten, zum Beispiel Standortkarten von Burgen, Klöstern oder Schlachtorten, Territorialkarten von Herrschaftsbereichen oder Karten von Kriegszügen, Völkerwanderungen und Gebietsveränderungen. Die Geschichtslehrer setzen meist Kartenverständnis und kartografisches Können sowie territorial-räumliche Vorstellungen bei den Schülern voraus.
Der in Klasse 5 parallel einsetzende Geografieunterricht behandelt vorwiegend den „Nahraum“ Deutschland; im Geschichtsunterricht jedoch bilden in den meisten Bundesländern die „ferneren“ Regionen des Mittelmeeres und Vorderasiens den Erschließungs- und Erkenntnisraum der Schüler. Von nicht wenigen Schülern wird daher in der 5. Klassenstufe die Geschichte als Sammlung einzelner isolierter Handlungsbilder erlebt. Dennoch ist auch der Geschichtsunterricht in der Klasse 5 eine entscheidende Etappe bei der Einführung der Schüler in die Vielfalt der Kartenwelt, die sich in dieser Jahrgangsstufe den Schülern öffnet.
Die Klasse 5 ist das „Hauptfeld“ der Weiterentwicklung des Kartenverständnisses.
Bereits in dieser Klassenstufe, aber forciert in den folgenden Schuljahren, fungiert neben dem einfachen Kartenlesen (was – wo?) das Kartenauswerten als Schwerpunkt der unterrichtlichen Kartenarbeit. Das Erkennen von Zusammenhängen, die Entnahme von „indirekten“ Informationen, insbesondere durch „Kartenvergleiche“ (synoptische Kartenauswertung), steht im Vordergrund. Das Kartenlesen ist im Prinzip nur eine punkthafte Kartenanalyse in Form von Elementar-/Bestandsanalysen (was–wo?) und von Merkmalsanalysen (wie, welche Ausprägung?) ausgewählter Einzelobjekte (z. B. Orte oder Bodenschatzlagerstätten), ist also vorwiegend topographische Arbeit (was–wo–wie?). Das Kartenauswerten dagegen ist eine flächenhaft angelegte Erkundung in Form von Merkmalsanalysen (was–wo–wie?) und von Kausal- und Funktionalanalysen (warum/wozu?), umfasst also das Beschreiben von Regionalstrukturen (z. B. hydrografische Situation, Siedlungsnetz oder Verkehrsnetz) sowie das besonders durch thematische Kartenvergleiche geförderte Erkennen bzw. Ableiten und Erklären/Deuten von territorialen Prozessen/Entwicklungen (z. B. Standortbeziehungen, Landschaftsveränderungen, Machtbereichsveränderungen).
Die Schüler müssen in den entsprechenden Unterrichtsfächern zu einem steigenden Selbstständigkeitsgrad im Umgang mit den verschiedenen Kartentypen befähigt werden. Auch die Förderung des Kartenzeichnens (Anfertigung einfacher Kartenskizzen), wodurch insbesondere die Erarbeitung und die Festigung des topografischen Wissens unterstützt werden, ist eine wichtige Aufgabe in den mittleren und oberen Klassenstufen. Das Kennenlernen des Gradnetzes und die Arbeit am Globus im Geografieunterricht der mittleren Jahrgangsstufen schränken das Einprägen „falscher Weltbilder“ (Deformierungen, Flächendisproportionen) ein. Hierzu trägt auch die bevorzugte Verwendung des „Winkelschen Netzentwurfs“ auf Weltkarten bei.
Der wachsende thematische Weltkartenanteil in allen (Welt-)Schulatlanten sollte besonders genutzt werden, zumal in den Rahmenplänen vieler Unterrichtsfächer globale Themen immer mehr ihren Platz finden. So ist auch die neue Entwicklung von fächerübergreifenden Integrationsatlanten sehr zu begrüßen.
Im österreichischen Lehrplan für „Geographie und Wirtschaftskunde“ der 10- bis 14-Jährigen besteht über die thematische Struktur eine „Lernrampe Kartenverständnis“. Ausgehend von „einem Blick auf die Erde“ fängt man dabei in der 1.Kl./5.Schulstufe mit der Arbeit mit dem Atlas (kleinmaßstäbige Karten) an; setzt in der 6. Schulstufe bei den Themen „Leben in städtisch-industriellen Räumen“ zusätzlich mit der Arbeit am Stadtplan, ferner mit der Straßenkarte und Topogrammen fort; nutzt in der 7. Schulstufe zusätzlich bei der Erarbeitung der Großlandschaften Österreichs die ÖK 1:50.000 (oder 25V) bzw. andere großmaßstäbige Wanderkarten und Satellitenbilder.